# 第一三三海軍航空隊
第一三三海軍航空隊（だい133かいぐんこうくうたい）は、日本海軍の部隊の一つ。南西諸島防衛の主力夜間戦闘機機隊として、太平洋戦争終盤に最前線で防空・偵察・対地攻撃に従事した。

## 沿革
フィリピン戦線で壊滅した第一航空艦隊の一部が台湾に撤退し、台湾または沖縄県方面の防衛を担うために4個航空隊を再編した。一三三空は夜間戦闘機隊として再編されたもので、松山飛行場を原隊に指定され、帰仁を主力基地とした。月光を主力としたが、月光の調達も進展せず、稼働率も低かった。沖縄本島周辺の地上戦が始まると、その方面への索敵・対地銃撃に赴くことが多くなった。
- 昭和20年2月5日　松山飛行場を原隊として開隊。第一航空艦隊附属。1個戦闘隊24機（定数であり、満たしたことはない）。
- 昭和20年2月末　帰仁より高雄に移動。
- 昭和20年3月27日　沖縄県周辺へ進撃中の敵機動部隊を索敵。会敵せず。
- 昭和20年3月28日　慶良間諸島の敵キャンプ地を月光5機で銃撃。
- 昭和20年3月29日　4方面に全力出撃、一三三空としては最大規模の行動。

　　　　　　　　　敵の慶良間キャンプを2機で襲撃、両機喪失。
　　　　　　　　　のべ6機で沖縄方面敵水上部隊を索敵、会敵せず。
　　　　　　　　　台湾近海を1機で対潜哨戒。
　　　　　　　　　台湾にB-24接近、4機で撃退。
- 昭和20年4月6日　台湾にリベレータ接近、2機で撃退。
- 昭和20年4月10日　敵の沖縄本島上陸地点を2機で襲撃。
- 昭和20年4月12日　嘉手納飛行場を3機で襲撃。
- 昭和20年4月14日　沖縄本島の敵軍を2機で襲撃。
- 昭和20年4月18日　台湾にリベレータ接近、翌日にかけ延べ5機で撃退。
- 昭和20年5月8日　高雄警備府に第26航空戦隊を新設、転籍。
- 昭和20年5月10日　沖縄本島北飛行場を2機で襲撃。12・13日にも実施。
- 昭和20年5月15日　八重山諸島沖の敵水上艦を1機で襲撃。
- 昭和20年6月5日　解隊。

菊水作戦に連動した作戦行動が取れず、単独行動に近かった。5月下旬には機体が払底し、6月5日をもって解散した。解散から10日後の調査によると、台湾に駐留する全部隊をあわせても、月光は保有6機・稼動3機に過ぎず、作戦行動ができる状態になかった。

## 主力機種
- 月光

## 歴代司令
- 高橋勝（昭和20年2月5日-終戦後解隊）